# Zyklon-B (Band)
Zyklon-B war eine norwegische Black-Metal-Band, die 1995 bis 1999 bestand. Der Name der Band bezieht sich auf das ursprünglich als Schädlingsbekämpfungsmittel entwickelte Zyklon B, das in der Zeit des Nationalsozialismus in Gaskammern benutzt wurde; die Band wies im Booklet zur EP und in Interviews darauf hin, dass sie unpolitisch sei.
Die Band bestand aus Tomas „Samoth“ Thormodsæter Haugen (Gitarre und Bass) und Vegard Sverre „Ihsahn“ Tveitan (Keyboard) von der Band Emperor, Kjetil „Frost“ Haraldstad (Schlagzeug) von Satyricon sowie Björn „Aldrahn“ Dencker Gjerde (Gesang) von Dødheimsgard. Die Band spielte nur eine einzige elfminütige EP ein, zu der der damals inhaftierte Ex-Emperor- und Ex-Thorns-Schlagzeuger Bård G. Eithun den Text zu Bloodsoil beisteuerte. Die drei darauf enthaltenen Stücke wurden auch auf einer Split mit Swordmaster veröffentlicht. Das Stück Warfare wurde 1999 in einer anderen Version unter dem Namen Total Warfare (Sea Serpent Remix) auf einer Split mit Mayhem veröffentlicht. Dieser Remix ist auch auf Wiederveröffentlichungen der EP enthalten.
Zyklon-B spielte eine durchgehend schnelle Form von Black Metal mit dezentem Keyboard-Einsatz und ohne den bei norwegischen Black-Metal-Bands üblichen Kreischgesang.
Von 1998 bis 2010 spielte Gitarrist Haugen in der inzwischen ebenfalls aufgelösten Band Zyklon.

## Diskografie
- 1995: Blood Must be Shed (EP; Malicious Records)
- 1996: Blood Must be Shed / Wraths of Time (Split-7" mit Swordmaster; Mystic Production)
- 1999: Necrolust / Total Warfare (Split-7" mit Mayhem; Vinyl Collectors)